# Zosterops salvadorii
Zosterops salvadorii е вид птица от семейство Zosteropidae.

## Разпространение
Видът е разпространен в Индонезия.